# Grupo CanZion
Grupo CanZion es una empresa distribuidora y productora independiente de música cristiana, fundada por Marcos Witt y su esposa en 1987. Su nombre inicial era CanZion Producciones, convirtiéndose posteriormente en un grupo de divisiones dedicadas a diversos mercados, siendo integrado por las marcas CanZion, CanZion Editora, CanZion Digital, CanZion Films, CanZion Eventos (EDECAN), Instituto CanZion, y Director Creativo, siendo el sello discográfico el segmento más conocido del conglomerado, ya que los artistas pertenecientes y sus producciones han sido galardonados en diversas ceremonias como los Premios Grammy Latinos, Premios Arpa, Premios Billboard, entre otros, asimismo, han logrado entrar en listas de la revista Billboard como Top Latin Albums, Top Christian Albums y Latin Pop Albums.
Desde su fundación, CanZion ha realizado alianzas de distribución con sellos como Vida Music, Vene Music, EMI, Integrity Music, Aliento, Funkytown Music, Provident, David C Cook, Hillsong Music, Multitracks y Secuencias, para poseer mayor alcance en diversos países de Latinoamérica.

## Historia
En abril de 1987, Marcos Witt fundó «CanZion Producciones» en Durango, México, junto a su esposa Miriam. Posteriormente, ampliando su alcance, han llegado las extensiones audiovisuales, literarias y educativas, con las marcas que, al día de hoy, complementan y comprenden el Grupo CanZion.

### CanZion: sello discográfico
Inicialmente, bajo el nombre CanZion Producciones, este proyecto tenía como misión "edificar el cuerpo de Cristo a través de la producción y distribución de música Cristiana en español". Al día de hoy, nueve producciones musicales bajo el sello CanZion han sido galardonadas en los Latin GRAMMY, gala en la que Álex Campos y Marcos Witt son los más laureados en la categoría «Mejor álbum cristiano». Por su parte, en los Premios Arpa, también han sido reconocidos en múltiples ocasiones como los «salmistas de CanZion», debido a la gran cantidad de artistas del sello que han sido honrados con ese galardón.
En 2009, nace CanZion Integrity Distributions (CID), como una alianza estratégica realizada durante Expolit 2009, en donde se dio la noticia de que la hispana CanZion y la estadounidense Integrity se unirían en una sola empresa. En ese entonces, el acuerdo contenía la distribución del material de artistas como Marcos Witt, Danilo Montero, Aline Barros, Daniel Calveti, Álex Campos, Funky y Julissa, relanzando las producciones recientes de cada artista. El acuerdo se disolvió en enero de 2010.
CanZion ha lanzado dos recopilaciones llamadas Serie Hits, en sus ediciones 2012, y 2013. Actualmente, sigue creando estas ediciones recopilatorias anuales por medio del canal de YouTube del sello.

#### Nuevos sellos, mayor alcance
Para alcanzar un público más diverso, se fundaron varias divisiones. La primera fue Pulso Records, enfocado a un público más joven. En este sello se produjeron los primeros álbumes del grupo Rojo, los dos álbumes de VCV, la banda dirigida por Coalo Zamorano, y el grupo NAF, del rapero Ray Alonso. Durante su tiempo de actividad, estuvo presidido por Emmanuel Espinosa.
Otro sello fue ConRitmo, que tuvo entre sus artistas a Lali Torres, Pescao Vivo, Unción Tropical, Lizzie Lizzie, Joseph Cabanilla y Sembradores, teniendo un enfoque a estilos regionales y tropicales de América Latina. El tercer sello se llamó Director de Alabanza, fundado por Coalo Zamorano, era la mezcla entre un sello discográfico y una plataforma con recursos para los líderes de alabanza, al cual pertenecieron salmistas como Mario Rodríguez y Gerry Márquez.

### CanZion Editora (Publishing)
CanZion Editora es la entidad responsable de la administración de regalías autorales y del otorgamiento licencias de uso. Los artistas que tienen sus trabajos intelectuales administrados por CanZion son Marcos Witt, Harold y Elena, la Banda Montreal, Esperanza de Vida, entre otros, poseyendo un extenso catálogo de más de 20000 obras intelectuales en los territorios principales de América Latina y Europa de habla hispana, así como en Brasil.
Ha realizado acuerdos de distribución con artistas por periodos breves o regiones específicas, de igual manera, concretaron alianzas para llevar a Latinoamérica el material audiovisual de artistas de habla inglesa, como TobyMac, Jeremy Camp, Planetshakers, Jesus Culture, Hillsong United en español, y las otras divisiones de la banda. Entre los acuerdos más recientes, se encuentra el licenciamiento exclusivo de todo el catálogo de Hillsong Music Publishing, dando inicio en 2020. Marcos expresó que el objetivo de estos acuerdos, es que el mensaje llegue a más países.

### CanZion Eventos (EDECAN)
Es la división de CanZion que organiza conciertos y presentaciones en toda América, llevó por nombre CanZion Eventos (o abreviado, EDECAN, "Eventos de CanZion"), haciéndose cargo de los detalles logísticos de los eventos con los artistas del sello, como Marcos Witt, Daniel Calveti, Álex Campos, entre otros. Uno de los más importantes eventos realizados por el grupo es el Congreso Adoradores.

### Instituto CanZion
El Instituto CanZion, fundado en 1994, es una escuela que prepara líderes de alabanza y ministros de música, presente al día de hoy en 23 naciones del mundo. Su nombre inicial era CCDMAC (Centro de Capacitaciones y Dinámicas Musicales, A.C.). Actualmente, posee sedes en Colombia, Argentina, México, Venezuela, y Estados Unidos. Para diversos cursos, los artistas del sello han sido ponentes del contenido. Como complemento a este segmento, en un inicio funcionaron LIDERE y Director de Alabanza.

#### Aula Virtual CanZion
Departamento de cursos en vivo por Internet de Instituto CanZion Online, para suplir la necesidad de impartir enseñanzas prácticas, profesionales, actuales y relevantes en distintas áreas de la esfera cristiana por medio de Internet. Aproximadamente 20,000 personas han tomado alguno de los cuatro cursos anteriores desde el inicio de Aula Virtual CanZion en noviembre de 2010.

### Director Creativo
Comenzó sus funciones bajo el nombre de Director de Alabanza en enero de 2006, siendo parte de Instituto CanZion. Su visión es proveer a través de Internet múltiples herramientas para directores de adoración, así como todos los que conforman los grupos de alabanza, publicando centenas de charts y cifrados, así como numerosos videos didácticos e innumerables artículos con temas relevantes para los músicos, todos valiosos materiales como apoyo al trabajo que los grupos de alabanza como conjunto realizan dentro de las congregaciones cristianas. El singular proyecto ha hecho llegar valiosas herramientas a músicos cristianos en todo el continente americano, alcanzando también lugares remotos como Asia y Oceanía.
Fue desarrollado por Coalo Zamorano, quien se enfocó en establecer el sitio y el nombre dentro de la comunidad cristiana de habla hispana. Posteriormente, Esteban Vázquez, entonces director general de Instituto CanZion, tomó a su cargo el trabajo así iniciado y la administración del sitio propiamente dicho quedó desde entonces en las manos de Gherman Sánchez, oficialmente encargado desde 2008 (si bien involucrado en el trabajo desde 2007) quien nutre constantemente su contenido con nueva información y nuevas herramientas desde Houston, Texas, asistido en su momento por Israel Luna, desde México, y Pablo Jiménez, desde Costa Rica.

### CanZion Films
Ideas de material audiovisual antes de esta marca, ya habían existido, como el cortometraje No te rindas, en 2005, con la campaña «Hay Una Esperanza». Sin embargo, Canzion Films, organizada en 2009, se especializaría como una compañía de producción y distribución, creando material de entretenimiento con temáticas de fe para exhibición en cines y películas como herramientas de inspiración, edificación y enseñanza para la iglesia cristiana hispana en Estados Unidos y en América Latina. CanZion Films ha estrenado películas como «Poema de salvación», «Cuarto de Guerra», «El Medallón Perdido», «Me enamoré de una chica cristiana», «Dios no está muerto», «Vencedor», «El progreso del peregrino» y «El Rey de Reyes» en dibujos animados, así como documentales de artistas reconocidos como la cantante Yuri. Recientemente, está colaborando con GlouCinema para estrenar nuevos contenidos.
En 2016, organizó una campaña con la película Dios no está muerto 2, aportando el 50% del valor de la entrada a la película en las salas de Cinemark, para recaudar fondos en Ecuador, y en conjunto, canalizar recursos a las familias damnificadas, tras el devastador terremoto que sacudió a la nación Sudamericana.

### CanZion Digital
En 2011 se abrió la división CanZion Digital, misma que lanzó Nuhbe.com, la primera plataforma digital de venta de música cristiana hispana, incluyendo no solo la música de CanZion, sino de otros sellos disqueros e incluso de cantantes y bandas independientes. CanZion anunció en 2015 la apertura de una nueva división de adquisición y desarrollo de un catálogo audiovisual bajo el nombre CanZion Home Media, para ofrecer películas con valores de fe y música cristiana. Asimismo, creó la Red Multicanal dentro de la plataforma YouTube, ofreciendo diversos canales y listas de reproducción con enfoque en distintas temáticas. En 2018, llegaría Nuhbe.tv, una plataforma digital de contenido audiovisual, clasificado dentro de las plataformas de pago por evento (PPE) o pay-per-view (PPV).
Esta nueva marca también se encargó de desarrollar aplicaciones móviles y de cómputo, como es el caso de Pulso, una aplicación para jugar escuchando música cristiana, y Go King Game, videojuego que narraba la historia del rey David. En Colombia, CanZion recibió una invitación al evento de Claro Música, donde por medio de Gustavo Vásquez, actual director de contenidos y servicios digitales de CanZion, fueron ponentes y representantes de la música cristiana en Latinoamérica.